# Accident du carnaval de Strépy-Bracquegnies
L'accident du carnaval de Strépy-Bracquegnies désigne un accident de la route qui s'est produit le 20 mars 2022, à 5 h, lors du ramassage des Gilles pour le carnaval local, lorsqu’une voiture a percuté le cortège folklorique à Strépy-Bracquegnies, une section de la ville de La Louvière, dans la province de Hainaut en Belgique. Le bilan humain fait état de 7 morts et 38 blessés.

## L’accident

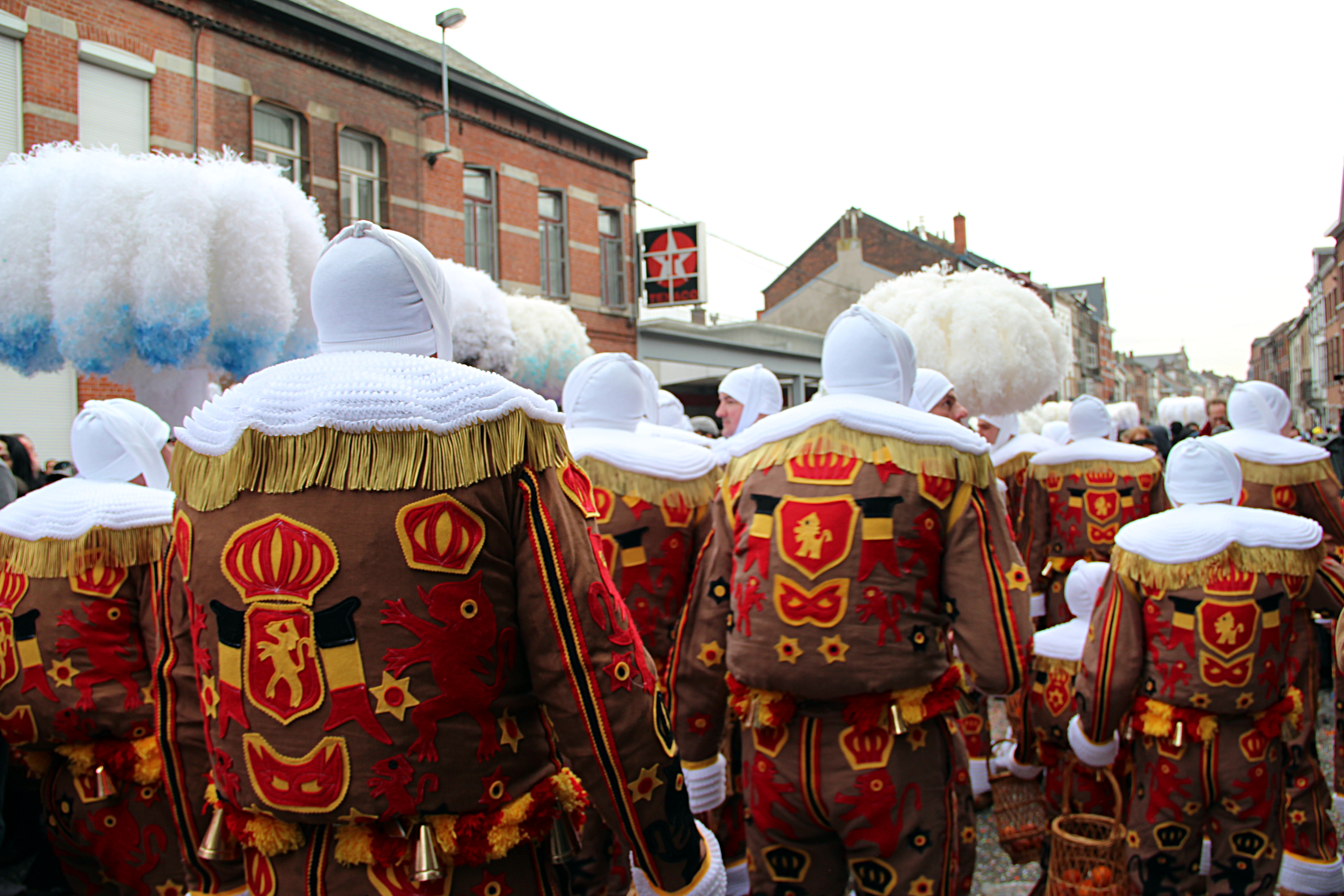
Un cortège traditionnel de Gilles dans la région du Centre.

Suivant la tradition du folklore carnavalesque, les Gilles sont ramassés en cortège tôt le matin. Vers 5 h, le groupe constitué de 150 à 200 personnes se trouvait dans la rue des Canadiens à Strépy-Bracquegnies, lorsqu'une BMW Série 5 noire les a percutés par l'arrière. À son bord se trouvait le conducteur et un passager qui ont été légèrement blessés. La voiture s'est ensuite arrêtée quelques centaines de mètres plus loin et les deux personnes furent interpellées par la police.
Le bilan était à l'origine de quatre morts et de douze blessés, mais selon la cellule d'urgence de la commune, le bilan s'est aggravé à 6 morts et 37 blessés dont 10 graves.
Le conducteur (Paolo Falzone) et le passager (Nino Falzone) du véhicule sont âgés de 32 ans et 30 ans, ils sont aussi cousins,.

## Déploiement de secours
La ville de La Louvière a déclenché le plan d'urgence communal.
Le plan d'intervention médical (PIM) de l'aide médicale urgente en Belgique a été déclenché par la Centrale 112 de Mons, engendrant l'intervention de huit ambulances et cinq SMUR. Les blessés ont été évacués vers sept hôpitaux de la région qui ont été mis en pré-alerte.
La zone de secours territorialement compétente est la zone de secours Hainaut Centre. La zone de police est la zone 5325 de La Louvière.

## Réactions officielles
Le jour même, le roi Philippe et la princesse Élisabeth se sont rendus sur place afin de rencontrer les familles des victimes, les autorités locales et les services de secours. Ils étaient accompagnés de plusieurs membres des autorités belges, dont le Premier ministre Alexander De Croo, la ministre de l'Intérieur Annelies Verlinden, le ministre-président wallon Elio Di Rupo, ou encore le gouverneur de la province du Hainaut Tommy Leclercq.

Le premier ministre belge, Alexander De Croo a écrit sur Twitter 
Mes pensées vont aux victimes et leurs proches. Tout mon soutien va aussi aux services d’urgence pour leur aide et l’assistance apportées.
Il s'est rendu, sur place avec la princesse Élizabeth et le roi Philippe,.

## Causes
L'une des causes de l'accident est la vitesse inadaptée du véhicule qui roulait à 150 km/h dans une agglomération où la vitesse est limitée à 50 km/h.
Le conducteur était en train de se filmer au moment de l'impact.
Le conducteur avait un taux d’alcoolémie de 0,67‰ alors que la limite autorisée est de 0,5‰, son passager avait un taux de 0,8‰. Selon le parquet, aucune capsule de protoxyde d’azote n'a été retrouvée dans l'automobile.

## Conséquences
Le conducteur du véhicule a été arrêté et écroué. Il est inculpé d'homicide involontaire et incarcéré à la prison de Tournai en attente de son jugement.
En date du 7 août 2022, les faits sont requalifiés, Paolo Falzone est poursuivi pour meurtre pour une personne et d'homicide involontaire pour les cinq autres personnes.
Le 9 août 2023, il est placé sous bracelet électronique en attente de son jugement.